# Barkerydssjön
Barkerydssjön är en sjö i Nässjö kommun i Småland och ingår i Motala ströms huvudavrinningsområde. Sjön har en area på 0,291 kvadratkilometer och ligger 274 meter över havet. Barkerydssjön ligger i Barkerydssjöns Natura 2000-område. Vid provfiske har gädda och ruda fångats i sjön.

## Delavrinningsområde
Barkerydssjön ingår i det delavrinningsområde (639893-142708) som SMHI kallar för Utloppet av Barkerydssjön. Avrinningsområdets medelhöjd är 285 meter över havet och ytan är 3,55 kvadratkilometer. Det finns inga delavrinningsområden uppströms utan avrinningsområdet är högsta punkten. Vattendraget som avvattnar avrinningsområdet har biflödesordning 3, vilket innebär att vattnet flödar genom totalt 3 vattendrag innan det når havet efter 275 kilometer. Delavrinningsområdet består mestadels av skog (51 procent), öppen mark (14 procent) och jordbruk (25 procent). Avrinningsområdet har 0,29 kvadratkilometer vattenytor vilket ger det en sjöprocent på 8,1 procent.